# Irmentraud (Buchau)
Irmentraud († 1021) war die 3. Äbtissin des freiweltlichen Damenstifts Buchau im heutigen baden-württembergischen Bad Buchau am Federsee in Deutschland.
Über das Leben von Irmentraud ist wenig bekannt. Schriftliche Nachweise über sie finden sich in dem Chronicon Suevicum universale Hermann des Lahmen zum Jahr 1021.
Irmendrudis etiam Buochaugiensis abbatissa venerabilis X Kal. Martii obiit, eique Abarhild abbatissa successit.
Nach seinen Angaben verstarb eine Irmentraud im Jahre 1021, auf sie folgte Abarhild. Über Buchau weiß man, dass es um 1014 oder 1022 mit dem Münz- und Marktrecht ausgestattet wurde.